# Jonas Abrahamsen

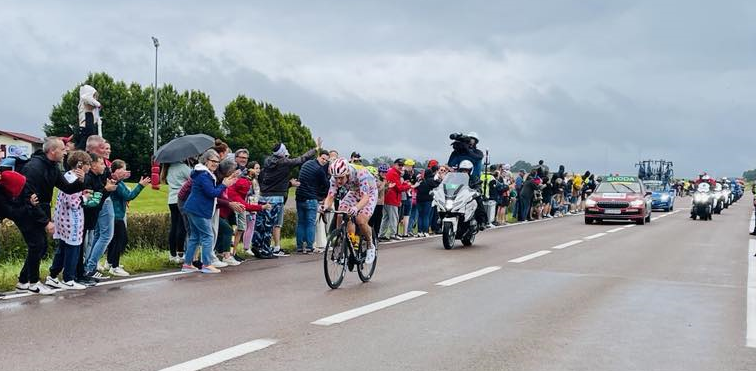
Jonas Abrahamsen, lors du Tour de France 2024.

Jonas Abrahamsen, né le 20 septembre 1995 à Skien, est un coureur cycliste norvégien, membre de l'équipe Uno-X Mobility.

## Biographie
Jonas Abrahamsen commence le cyclisme à l'âge de 16 ans. Seulement un an plus tard, il connait sa première sélection en équipe nationale de Norvège. En 2013, il se classe notamment septième du Giro della Lunigiana et 21e des mondiaux juniors, en Italie. 
En 2017, il rejoint la nouvelle équipe continentale norvégienne Uno-X Hydrogen Development. Bon grimpeur, il se distingue au mois de juin en terminant troisième d'une étape et dixième du Grand Prix Priessnitz spa, manche de la Coupe des Nations espoirs. Durant l'été, il remporte l'Étape du Tour, cyclosportive disputée avant le Tour de France et qui se termine au col de l'Izoard.
En 2024, le Norvégien réalise une belle campagne de classique en terminant sur le podium de la renommée À travers les Flandres après une longue échappée puis en signant une deuxième place sur À travers le Hageland. Le 2 juin, il remporte en solitaire la Brussels Cycling Classic, sa première victoire sur une course de l'UCI ProSeries.
Mais c’est sur le Tour de France 2024 qu’il se fait connaître aux yeux du grand public en enchaînant les échappées lors des premières étapes jusqu’à venir chercher une seconde place sur la deuxième étape. En plus de cette belle performance, il porte le maillot vert durant 5 étapes et le maillot à pois durant 6 jours.
Il participe une nouvelle fois au Tour de France en 2025 et s'impose lors de la onzième étape à la suite d'une échappée partie au kilomètre 0, en battant Mauro Schmid au sprint et en résistant au retour de Mathieu van der Poel.

## Palmarès
- 2017
  - Uno-X Tour Te Fjells
  - Étape du Tour
  - Gylne Gutuer
  - 2e de la Coupe de Norvège
- 2018
  - 3e de la Coupe de Norvège
- 2020
  - 2e étape du Tour of Malopolska
- 2024
  - Brussels Cycling Classic
  - 2e d'À travers les Flandres
  - 2e d'À travers le Hageland
- 2025
  - 11e étape du Tour de France
  - Circuit franco-belge

## Résultats sur les grands tours

### Tour de France
3 participations
- 2023 : 85e
- 2024 : 55e
- 2025 : 71e, vainqueur de la 11e étape

## Classements mondiaux
| Année                                 | 2016  | 2017  | 2018  | 2019  | 2020  | 2021  | 2022  | 2023 | 2024 |
| ------------------------------------- | ----- | ----- | ----- | ----- | ----- | ----- | ----- | ---- | ---- |
| Classement mondial                    | 2024e | 1967e | 1316e | 1322e | 1518e | 2957e | 1873e | 415e | 77e  |
| UCI Europe Tour                       | 1348e | 1251e | 810e  | 910e  | 1131e | 1902e | 1205e | nc   | 62e  |
|                                       |       |       |       |       |       |       |       |      |      |
| Légende : nc = non classéSource : UCI |       |       |       |       |       |       |       |      |      |